# Сант'Андреа (Ријети)
Сант'Андреа је насеље у Италији у округу Ријети, региону Лацио.
Према процени из 2011. у насељу је живело 117 становника. Насеље се налази на надморској висини од 277 м.